# Astragalus sinaloae
Astragalus sinaloae är en ärtväxtart som beskrevs av Rupert Charles Barneby. Astragalus sinaloae ingår i släktet vedlar, och familjen ärtväxter. Inga underarter finns listade i Catalogue of Life.